# 弗蘭基SPAS-15戰鬥霰彈槍
SPAS-15（英語：Special Purpose Automatic Shotgun，意為「特殊用途自動型霰彈槍」）是一款由意大利槍械製造商路易吉·弗蘭基所設計和生產的可半自動可泵動及彈匣供彈式散彈槍（戰鬥散彈槍），發射12鉛徑霰彈。

## 歷史
弗蘭基SPAS-15的開發設計不僅是應意大利軍隊的要求，也是為了參加1982年美國三軍輕武器規劃委員會（JSSAP）提出的近戰突擊武器系統（CAWS）的輕武器項目而研發，美軍要求使用彈匣供彈以提高其裝彈速度。
自2000年開始，路易吉·弗蘭基決定由SPAS-15把銷量大幅下跌的SPAS-12取代。由於SPAS-15的概念和SPAS-12相反，只會給各個執法和軍事機構使用，從此以後SPAS-15就是路易吉·弗蘭基對於執法和軍事機構的主力產品。

## 設計細節
該武器是基於軍用霰彈槍SPAS-12改進而成，所以SPAS-15亦具有類似的半自動／泵動射擊模式。

### 操作模式
SPAS-15具有兩個操作模式的系統。
第一個設置是半自動操作，在這個模式下，在SPAS-15的槍管隔熱罩以下的前護木在較前的位置，氣動式系統會被鎖定並利用發射後的瓦斯氣體來進行上下一發的霰彈並且無需作其他的操作，而且SPAS-15可以以大約每秒4發的射速射擊，當然第一發仍要用力來回拉動把手。
第二個設置是泵动式操作，在這個模式下，在SPAS-15的槍管隔熱罩下的前護木在較後的位置，必須每次射擊後手動用力來回拉動護木以排出彈殼和從管式彈倉裝載了新一發霰彈。此模式適合用來發射各種低壓彈藥和非致命性彈藥，例如鳥彈、木棍彈、豆袋彈、催淚彈（CS氣體槍榴彈）、鹽彈或塑膠子彈等。然而其泵动式操作與傳統泵动式操作霰彈槍相比相當緩慢和笨拙，這是因為由於SPAS-15內部複雜的模式轉換機構和前護木與槍管隔熱罩之間的摩擦力較大。
射擊模式間的切換是需要按前護木上方的一個按鈕，根據當時情況，可把前護木滑動，稍微向前或向後，直到它進入點擊位置。當泵動前護木處在泵動位置，前護木前面露出紅色的「PUMP」標記；當泵動前護木處在半自動位置，前護木後面露出紅色的「AUTO」標記。槍管內襯鍍鉻和使用槍口螺紋以裝上喉缩。
除了用力來回拉動前護木，收藏在提把內的拉機柄亦可協助拉動槍機。提把上亦裝有機械瞄具，使其外型上更接近一枝突击步枪（例如M16系列）。

### 供彈方式
和SPAS-12以至很多管式彈倉供彈霰彈槍的供彈方式相反，SPAS-15的方式是可拆式的3、6、8發盒狀彈匣供彈，彈匣是由塑料製成的。

### 槍托
早期型的SPAS-15可以選擇裝上一個固定式塑料製槍托或是向左折疊的金屬製槍托，之後亦有向左折疊的塑料製槍托。

### 保險
扳機護環前方左手方的手動安全保險和扳機護環下方的握把式保險（位於扳機護環下方，必需按壓才可發射），可以大大減低走火的機會。

### 空倉掛機
SPAS-15亦備有無彈後定，發射彈匣以內最後一發霰彈以後，槍機會自動後退並且保持開放狀態。只要插入新彈匣，就會自動解除掛機並且上膛。其主要功能是為了警告射手彈匣內的霰彈耗盡，在緊急的情況之下可以大大提高的射擊和換彈匣的速度。這是傳統管狀彈倉泵动式或半自動霰彈槍所沒有的功能。

## 現狀

### 使用國
SPAS-15的概念和SPAS-12相反，目前只會給各個執法和軍事機構使用。
- 阿根廷
  - 鷹特别行動旅
- 白俄羅斯
  - 白俄羅斯共和國內務部鑽石反恐部隊[2]
- 巴西
  - 巴西特種作戰旅（英语：Brazilian Special Operations Brigade）
  - 兩棲突擊隊
- - 多米尼加共和國陸軍（英语：Dominican Army）
- 法國
  - 法國國家警察搜索、援助、干預、威懾
- 香港
  - 香港警務處特別任務連
- 愛爾蘭
- 以色列
  - 以色列國防軍偵察單位（英语：Israeli Special Forces）[3]
- 義大利
  - 意大利武裝部隊[4]
- 黎巴嫩
  - 特警單位
- 澳門
  - 治安警察局特別行動組
- 马来西亚
  - 馬來西亞銀行行業輔助警察
- 葡萄牙
  - 葡萄牙武裝部隊[5]
- 塞爾維亞
  - 塞爾維亞陸軍（英语：Serbian Army）特別旅[6]
- 西班牙
  - 西班牙空軍傘降工兵團
  - 特警單位
- 瑞士
  - 特警單位
- 突尼西亞
  - 突尼西亞武裝部隊
- 委內瑞拉
  - 委內瑞拉玻利瓦國家軍特種部隊

值得一提的是，意大利憲兵團「Tuscania」和GIS這兩個單位亦都採購了伯奈利M4 Super 90半自動霰彈槍以取代原來的SPAS-15，這可被視為對於SPAS-15感到「不滿意」。雖然可拆式彈匣和管式彈倉相比可以快速更換，但由於本身的體積太大，令機動性受到損害。

### 美國的法律地位
1994年，美國的一條槍械法律（暴力犯罪控制和执法法案），和SPAS-12一樣，已經完全禁止了SPAS-15民間使用上的進口。根據美國菸酒槍炮及爆裂物管理局宣布，它和SPAS-12一樣是一枝毀滅性武器。但是事實上，它仍然可以合法被擁有和銷售。

### 加拿大的法律地位
根據加拿大槍械法（特別是刑法條例）所指，SPAS-15和SPAS-12一樣是已被視為「毀滅性武器」（憑藉參照其設計和產品名稱），除非在非常有限的情況下，否則完全不能進行購買或合法擁有的。

### 意大利的法律地位
根據意大利槍械法所指，SPAS-15是不受任何出售，購買或擁有的限制，儘管SPAS-15在事實上已經不會向民用市場生產及出售。

## 流行文化
SPAS-15同時出現在多個电影、電視劇和电子游戏裡，例如：

### 电影
- 1991年—：由人類反抗軍士兵所使用。
- 1998年—：由法國特警隊員所使用。
- 1998年—：由美軍士兵所使用。

### 電視劇
- 1997年—：由傑克·奧尼爾（O'Neill，李察·狄恩·安德森飾演）所使用。

### 電子遊戲
- 2002年—《全球行动》：命名為「SPAS15」，載彈量6+1发，半自动射击，花费1675可购买，均可在重机枪手和爆破兵的副主武器页面可购买使用。
- 2004年—《吸血鬼之避世血族》：命名為「Jaegerspas XV」。
- 2008年—《戰地之王》
- 2008年—：命名為「SPAS15」，半自動射擊。
- 2012年—《戰爭前線》：命名為“SPAS-15”，泵動射擊，使用6发弹匣供彈，為醫療兵專用武器，POINT限時/K點永久購買可以改装枪口配件（通用消音器、霰弹枪消音器、霰弹枪制退器、霰弹枪刺刀）以及瞄准镜（EOTECH 553全息瞄准镜、绿点全息瞄准镜、红点瞄准镜、Aimpoint Comp M4S瞄准镜、Mojji Zero红点瞄准镜）。
  - 目前中國大陸伺服器尚未實裝。
- 2012年—《江湖本色3》：命名為“SPAS-15”
- 2016年—：命名為“SPAS-15”，半自動射擊，使用7发弹匣供彈，由巴西特別警察行動營幹員所使用。

## 資料來源
1. ↑  Jones, Richard. . Jane's Information Group. 2009: 308. ISBN 0710628692.
2. ↑  .   [2012-08-10]. （原始内容存档于2015-11-12）.
3. ↑  .   [2016-07-31]. （原始内容存档于2016-07-31）.
4. ↑   (PDF).   [2010-02-01]. （原始内容 (PDF)存档于2010-10-25）.
5. ↑  HTTP://www.exercito.pt/meios/Documents/media_MeiosOp/Armamento/ESP%20CAÇ%20SEMI-AUT%20FRANCHI-SPAS.pdf 的存檔，存档日期2016-01-17.
6. ↑  .   [2011-01-10]. （原始内容存档于2012-10-04）.
7. ↑  List of Restricted and Prohibited Firearms （页面存档备份，存于）, Canadian Firearms Centre (CFC)

## 外部連結
- （英文）—Franchi Homepage in English （页面存档备份，存于）
- （英文）—Franchi SPAS-15 at Phoenix Command
- （英文）—Modern Firearms—Franchi SPAS-15 （页面存档备份，存于）
- （英文）—Security Arms—Franchi SPAS 15 （页面存档备份，存于）
- （英文）—The Firearm Blog.com—Franchi SPAS-15“ANACONDA” （页面存档备份，存于）
- （英文）—Tactical-Life.com—
  - SPEC-OPS SPAS-15 （页面存档备份，存于）
  - 8 ‘Guns of the Elite’ From SPECIAL WEAPONS 2015 （页面存档备份，存于）
- （英文）—weaponsystems.net—Franchi SPAS-15 （页面存档备份，存于）
- （英文）—Military, Security and Civilian Guns and Equipment—Franchi SPAS-15 （页面存档备份，存于）
- （俄文）—Энциклопедия Вооружений－Франчи СПАС 15 (Franchi SPAS 15) （页面存档备份，存于）
- （简体中文）—D Boy Gun World（槍炮世界）—SPAS-15多功能霰弹枪 （页面存档备份，存于）
- （简体中文）—defenseonline.com.cn—意大利弗兰基SPAS15式12号军用霰弹枪
- （繁體中文）—Civilian Gunner—Franchi SPAS15 （页面存档备份，存于）